# Río Wainganga
El río Wainganga (en maratí: वैनगंगा नदी, que significa la flecha de agua) es un río de la India, una de las dos fuentes del río Wardha, a su vez uno de los principales afluentes del río Godavari. Tiene una longitud de 579 km.

## Geografía
El río Wainganga se origina alrededor de 12 km del pueblo de Mundara, en el distrito de Seoni, en la vertiente sur de la cordillera Satpura, en el estado de Madhya Pradesh. Fluye un corto tramo en dirección norte para dar una amplia vuelta y dirigirse al sur a través de Madhya Pradesh y corre 98 km, con una anchura media de unos 250 m, hasta que se le une  el río Thanwar. Comienza un descenso pasando por una serie de rápidos y  canales profundos en dirección sur y suroeste hacia las ciudades de Balaghi, Tumsar, Bhandara y Pauni, recibiendo numerosos afluentes de los cuales los principales son el Bagh, el Kanhan, el Chulband, y el Garhvi.  Sale del distrito de Balaghi en Borinda y  después de un curso de 579 km se une al río Wardha, en  Seon, cerca del límite con el distrito de Chanda. El río resultante lleva el nombre de río Pranahita, que en última instancia, acaba  desaguando en el río Godavari.
El río ha desarrollado extensas llanuras de inundación con amplios y graciosos meandros y llanuras bajas aluviales y terrazas de meandro. El río tiene altas orillas, de 10 a 15 metros a cada lado. 

### Afluentes del Wainganga
El río Wainganga recibe numerosos afluentes por ambas orillas y drena las regiones occidental, central y oriental de los distritos de Chandrapur, Gadchiroli, Bhandara, Gondia y Nagpur, del estado de  Maharashtra. 
Los principales afluentes del río Wainganga son: por la orilla occidental, el río Kathani, que nace en las colinas de Dhanora Pendhri y se une al Wainganga cerca de la ciudad de Gadchiroli; el Potphodi; el Gadhavi; y el río Chandan, un importante río del distrito Balaghat) y Bavanthadi. Por la orilla oriental el principal afluente es el río Andhari.

## En la ficción
Rudyard Kipling utilizó el Wainganga (también llamado Waingunga en las ediciones más antiguas), como un hito fundamental en las historias de Mowgli, en El libro de la selva (The Jungle Book) y en El segundo libro de la selva (The Second Jungle Book) (1894-95). Es la fuente primaria de agua para todo los habitantes de la selva, la ubicación de la Piedra de la Paz (Peace Rock), el lugar donde Shere Khan vota para colocar los huesos de Mowgli una vez que lo haya matado, y el campo de batalla final en "Red Dog". El valle del Wainganga se halla rodeado por extensiones de bosque caducifolio seco.